# Philibert Bellemain
Pour les articles homonymes, voir Bellemain.
Philibert Bellemain né le 29 juin 1822 à Lyon et mort dans la même ville le 1er février 1886 est un architecte français.

## Biographie
Philibert Bellemain est élève aux Beaux-Arts de Lyon où il a pour professeur Antoine-Marie Chenavard, au côté de qui il travaillera par la suite.
Il est l'auteur de travaux au château de Chazey-sur-Ain, ainsi que de divers immeubles à Lyon,.
Il est enterré à Caluire-et-Cuire.